# Фишгоф, Адольф
Адольф Фишгоф (8 декабря 1816, Офер (Обуда, ныне в составе Будапешта) — 23 марта 1893, Эммерсдорф) — австрийский медик и политик-либерал еврейского происхождения.

## Биография
Адольф Фишгоф родился в богатой еврейской семье, среднее образование получил в гимназии в Пеште, где вместе с другими еврейскими детьми сидел на особой «еврейской скамье». С 1846 по 1844 год изучал медицину в Венском университете, впоследствии практиковал как медик. В 1848 году участвовал в мартовской революции на стороне противников власти и был избран командиром «корпуса медиков», был также членом центрального комитета и президентом совета по безопасности. Затем как сторонник демократической партии представлял район Мацленсдорф в венском учредительном рейхстаге, принимал участие в его заседаниях и после их перенесения в Кремзир, участвовал в работе комитета по вопросам конституции и сыграл важную роль в написании конституции в апреле 1848 года. До октября 1848 года, то есть до роспуска рейхстага, был советником министерства внутренних дел. 7 марта 1849 года, после поражения революции, был арестован, обвинён в подстрекательстве к мятежу и измене, но после почти девяти месяцев предварительного заключения из-за отсутствия доказательств оправдан и освобождён.
После этого Фишгоф вернулся к врачебной практике. С 1861 года, когда в Австрии снова началась конституционная жизнь, вернулся в политику как публицист. В 1866 году, после войны с Пруссией, он напечатал брошюру «Ein Blick auf Oesterreichs Lage», выступив в ней сторонником широкой автономии отдельных земель Австрии, чем резко отличался от большинства австрийских либералов, приверженцев централизации. Ещё яснее эта точка зрения была проведена в его книге «Oesterreich und die Bürgschaften seines Bestandes» (Bена, 1869). Фишгоф ратовал за всеобщее избирательное право и сохранение культуры всех народов, населяющих империю, но считал необходимым сохранить немецкий язык как язык межнационального общения. В 1867 году был полностью реабилитирован, приобрёл репутацию известного и уважаемого публициста, в 1870 году ему был даже предложен пост в правительстве, от которого он, однако, отказался, так как для его занятия требовалось перейти из иудаизма в христианство. В 1875 году по состоянию здоровья оставил медицинскую практику в Вене и уехал жить в деревушку Эммерсдорф, где вскоре получил известность предоставлением бесплатной медицинской помощи жителям окрестных сёл. Сюда к нему приезжали для консультаций многие политики-либералы.
В 1882 году Фишгоф вновь вернулся в политику: совместно с Робертом фон Вальтекирхеном он сделал попытку основать «немецкую народную партию», либеральную по своим основным принципам и невраждебную свободному развитию ненемецких национальностей Австрии, которая должна была объединить различные либеральные силы в стране, но эта попытка окончилась неудачей из-за разногласий по поводу устава партии, и после этого Фишгоф окончательно ушёл в частную жизнь. В последние годы жизни он выпустил в свет книги «Die Sprachenrechte in den Staaten gemischter Nationalität» (Вена, 1885) и «Der österreichische Sprachenzwist» (Bена, 1888). Был похоронен на Центральном кладбище Вены.